# Megan Jacoby
Megan Jacoby (6 mei 1991) is een Amerikaanse sporter, bekend om haar prestaties in Hyrox, een opkomende sport die kracht- en uithoudingsvermogen combineert. Ze is vooral bekend vanwege haar recordbrekende prestaties en heeft een sterke invloed gehad op de populariteit van de sport.

## Carrière
Megan Jacoby heeft een achtergrond in functional fitness en crossfit, wat haar een stevige basis heeft gegeven voor haar prestaties in Hyrox. Ze heeft in verschillende Hyrox-evenementen deelgenomen en heeft zich onderscheiden als een van de beste vrouwelijke sporters in deze discipline.

### Belangrijkste prestaties
- Hyrox Wereldkampioenschappen (2024): Jacoby werd wereldkampioen in de vrouwelijke pro-divisie met een tijd van 59:59, waarmee ze de eerste vrouw was die onder de 60 minuten finishte.[2][3]
- Hyrox Chicago (2022): Jacoby zette een wereldrecord neer in de vrouwelijke pro-divisie met een tijd van 1:01:56, meer dan zes minuten sneller dan de tweede plaats.[2]
- Hyrox Anaheim (2023): Op 22 april 2023 werd Jacoby de eerste vrouw die de 60 minuten-barrière doorbrak in een Hyrox-wedstrijd, met een tijd van 58:58, wat haar een nieuwe wereldrecordtijd opleverde.[2][3]
- Jacoby heeft meerdere podiumplaatsen behaald in regionale en nationale Hyrox-wedstrijden en wordt vaak geprezen om haar consistentie en prestaties in de sport.

### Hardlopen
Naast haar vaardigheden in krachttraining, is Megan Jacoby ook een uitzonderlijk getalenteerde hardloopster. Haar snelheid en uithoudingsvermogen in de hardloopsegmenten van HYROX zijn cruciaal voor haar succes. Dankzij haar efficiënte en snelle looptijden kan ze veel terrein winnen op haar concurrenten, vooral tijdens de langere races. Dit hardloopvermogen heeft bijgedragen aan haar recordbrekende prestaties, waaronder haar historische prestatie als de eerste vrouw die onder de 60 minuten finishte bij een HYROX-wedstrijd.

## Persoonlijk leven
Megan Jacoby is ook een alleenstaande moeder en vindt het een uitdaging om haar rol als sporter te combineren met het ouderschap. Ze benadrukt het belang van een ondersteunende gemeenschap en heeft de steun van haar familie en vrienden ontvangen tijdens haar carrière.